# Нивки (Духовщинский район)
Нивки — деревня в Духовщинском районе Смоленской области России. Входит в состав Добринского сельского поселения. Население — 7 жителей (2007 год).
Расположена в северной части области в 42 км к северо-востоку от Духовщины, в 2 км южнее автодороги Р136 Смоленск — Нелидово, на берегу реки Белоус. В 47 км восточнее деревни расположена железнодорожная станция Никитинка на линии Дурово — Владимирский Тупик.

## История
В годы Великой Отечественной войны деревня была оккупирована гитлеровскими войсками в июле 1941 года, освобождена в сентябре 1943 года.